# Cukorbetegek diétája
A cukorbetegség kezelésének fontos része a megfelelő diéta, amelyet mindig személyre szólóan kell meghatározni. 
Az étrendi kezelés célja, hogy
- optimális testtömeget és tápláltsági állapotot érjünk el, illetve azt megtartsuk,
- a vércukorértékeket a normális értékekhez legközelebb eső tartományban tartsuk,
- a szövődmények kifejlődését megelőzzük, illetve késleltessük, a táplálkozási tényezők optimális kihasználása révén.

A napi tápláléknak mindig tartalmaznia kell a szervezet számára szükséges valamennyi tápanyagot.

## Miért kell diétázni?
Egészségeseknél az étkezésenként elfogyasztott táplálék szénhidráttartalmától függően a hasnyálmirigy több-kevesebb inzulint termel. Ennek feladata, hogy a vérben lévő vércukor sejtekbe való bejutását segítse.
Sok cukorbetegnél a saját inzulintermelés, vagy a hatása annyira károsodott, hogy ha kivülről nem juttatnánk be inzulint, a sejtek éheznének. Közben a táplálék formájában elfogyasztott szénhidrát a vérben igen magas cukorszintet eredményezhet.
Azok a betegek, akik inzulinkezelésre szorulnak, abban különböznek nem cukorbeteg társaiktól, hogy az egészséges embereknél a hasnyálmirigy akkor, és annyi inzulint termel, amennyire az elfogyasztott étel szénhidráttartalmától függően szükség van. Az inzulinnal kezelt betegeknél az alkalmazott inzulinok hatásgörbéjét figyelembe véve kell az étkezések számát, időpontját és szénhidráttartalmát megtervezni. Így a cukorbetegeknek tudatosabb táplálkozást kell megvalósítaniuk, mint az egészségeseknek. Az inzulinkezelést nem igénylő cukorbetegek is igénylik természetesen az étrendi kezelést.

## Cukorbeteg-diéta alapjai
1. A diéta legyen kiegyensúlyozott és harmonikus, hogy fedezze a szervezet energia-, és tápanyagszükségletét.
2. Az egyes étkezéseknek meghatározott mennyiségű szénhidrátot kell tartalmazniuk.
3. A „többször keveset” elvet követve a beteg napjában 6-7 alkalommal étkezzen, hogy a vércukorszint ingadozást elkerüljük.
4. Napi 1,5-2 liter folyadék bevitele szükséges.
5. A rendszeres napi mozgás javallott.

Egyéni étrend kialakításában az orvos, a dietetikus ad segítséget.

## Az étrend tápanyag-összetétele
Az étrenden belül a fehérje és a zsír aránya megfelel az egészségeseknek javasoltakkal, azaz a diéta zsírszegény és fehérjékben relatíve „korlátozott”, ami nem fehérjeszegénységet jelent, hanem a szervezet számára szükséges, de nem több, fehérje bevitelét. A többletfehérje ugyanis energia- és zsírtöbbletet jelent, ami kedvezőtlenül alakítja a tápanyag összetételét, és a veseszövődmény kialakulását is gyorsíthatja.
A zsírszegénység, mint az egészségeseknél is, érrendszeri problémák megelőzésének egyik eszköze. Azoknál, akiknél ilyen problémák fennállnak, fontos, hogy állapotromlás ne következzen be. A zsiradékszegénység – fogyókúra esetén – az energia-megszorítás egyik módja is. Zsiradékfogyasztáskor az állati zsiradékokat kerülni kell, hogy mérsékeljük a koleszterin-bevitelt. Akiknél a vér koleszterin-tartalma még normális, inkább megelőző ez a megszorítás. A magyar néptáplálkozás koleszterin-bevitele kétszerese az ajánlott mennyiségnek. A normál bevitel igencsak kimeríti a diétázás fogalmát.
Fontos tudnivaló, hogy az ajánlott napi koleszterin-bevitel 250–300 mg. Egy tojássárgája már 250 mg koleszterint tartalmaz. A belsőségekből 10 dkg mennyiség már több mint a napi mennyiség. A zsírosabb húsok, sajtok, felvágottak és szalonnafélék 100 g-ja 100 mg körüli koleszterint tartalmaz.
A tudomány mai állása szerint a cukorbetegek étrendjének szénhidrátban gazdagnak kell lennie. Ez nem a magyar fogalom szerinti tészta, fehérliszt és fehérkenyér-fogyasztás bőségét jelenti, hanem rostos gabonatermékeket, zöldséget, főzeléket és gyümölcsöt.
A szénhidrátot a cukorbetegség szempontjából az alábbi módon rangsoroljuk:
- a finomított cukor, méz, szőlőcukor és az ezeket tartalmazó élelmiszerek (ételek és italok) kerülendők. Ide tartozik a szőlőcukrot tartalmazó szőlő is.
- Az egyszerű cukrot tartalmazó gyümölcsök és tejtermékek, amelyeknél a felszívódás kedvezőbb, korlátozott formában fogyaszthatók. Tejből napi 2-3 dl mennyiség. A gyümölcsökből a szénhidráttartalmuk figyelembevételével 20-60 dkg fogyasztható. A szénhidrátokon belül a gyümölcscukor az összes szénhidráttartalom egynegyedét alkothatja, ami 30-50 gramm fruktóznak felel meg.

Az összetett szénhidrátok képezik az étrend legnagyobb részét. Ide tartoznak a magasabb szénhidráttartalmú, főleg keményítőt (dupla cukrot) tartalmazó lisztes áruk, burgonya, rizs, amelyekből szintén mért mennyiségeket lehet fogyasztani, a lisztes áruk és a rizs közül előnyösebbek a rostosabb változatok. Ilyenek a barnarizs, korpáskenyér.
Szabadon fogyaszthatók egy adagban (ez általában 20-30 dkg-nyi mennyiséget jelent), az alacsony szénhidráttartalmú főleg rostokat tartalmazó zöldségek, főzelékek.
Az ételek szénhidráttartalmukon felül különböző mértékben emelik a vércukorszintet. Ezt hívjuk az ételek glikémiás indexének. Ez azt fejezi ki százalékban, hogy a vizsgált szénhidrát, milyen mértékű étkezés utáni vércukoremelő hatással rendelkezik, a szőlőcukorhoz képest.
Néhány élelmi anyag és élelmiszer glikémiás indexe:
90-100%
cukrozott üdítőitalok, malátacukor, burgonyapüré, főtt burgonya, méz, gabonapehely,
70-90%
fehér és félbarna kenyér, zsemle, kifli, Abonett, ostya, kétszersült, sós sütemények, kekszek, édes müzli, pudingpor, tejberizs, fehér liszt, főtt tészták (kivéve: durumtészta), kalács, szőlő.
50-70%
Szacharóz, (ez csak felerészben tartalmaz szőlőcukrot, másik fele gyümölcscukor)
zabpehely, kukorica, főtt rizs, fekete kenyér, banán, cukrozatlan gyümölcslé, zöldborsó,
30-50%
tej, joghurt, kefir, a legtöbb hazai gyümölcs, durumlisztből készült tészta, tejszínes fagylaltok, narancs,
30% alatt
gyümölcscukor, szorbit, lencse, bab, borsó, szójabab (sok helyen állati takarmányozásra használják) dió, mogyoró, korpás müzli, színes főzelékek, saláták, cékla, retek, paprika, paradicsom

## Diéta és mozgás
Nagyon sokan nem értik a diéta lényegét, azaz a miértjét és nem is tartják be a kívánatos étkezést. A leginkább veszélyeztetettek a mozgásszegény, elhízott, stresszes életet élők. A cukorbetegség megjelenése az idősebbek körében jelentősen emelkedik. A 45. életév felettieknél statisztikailag is ugrásszerűen megfigyelhető a cukorbetegség kialakulása. Számukra különösen fontos a szűrések megismertetése-, elfogadtatása és így évente többször a vércukorszint meghatározása. Emelkedett értéknél fontos a megfelelő diabetológus orvoshoz való irányítás és a dietetikus (étkezési szokások megváltoztatása, megfelelő étkezés elsajátítása) bevonása a mindennapokban.
Első lépésben a diéta és az életmód rendezése a legfőbb tennivalónk a cukorbetegség kezelésében. Ez főleg a megfelelő táplálkozást és a rendszeres testmozgás beiktatását jelenti. Azt tudni kell, hogy a cukorbetegség nem gyógyítható sportolással, ám a rendszeres mozgás segít a betegség egyensúlyának beállításában és fenntartásában, a szervezet anyagcsere állapotának normalizálásában, a cukoranyagcsere kiegyenlítettségéhez szükséges normál testsúly elérésében és megtartásában, a szövődmények elkerülésében. Nagyon fontos, hogy a mozgás rendszeres kell hogy legyen, és ne fellángolásszerű! Sokszor érdemes és ajánlott a tervezésbe a kezelőorvost és dietetikust is bevonni, ideális esetben alapos szakmai ismerettel bíró személyi edző is igénybe vehető. Mindezekre azért van szükség, mert a diabétesz két típusa különböző befolyással bír a szervezetre. Nagyobb energia-igénybevétel esetén például testmozgásoknál fontos a vércukorszintünk stabilitása. Ezért javasolják a sétát, gyaloglást, kocogást, futást, úszást, kerékpározást, vagyis a könnyedebb, az egész vérkeringési rendszert edző, ciklikusan ismétlődő mozdulatsorokat tartalmazó kardiomozgásokat. Az állóképesség és az általános edzettség növelése volna a lényeg. Épp ezért fontos, hogy ne kezdjen sportolásba az a beteg, akinek vércukorszintje nincsen egyensúlyban tartva! Lázas cukorbeteg soha ne eddzen, és a gyors vesefunkció-csökkenés, a gyorsan romló látásélesség is veszélyeztető faktoroknak számítanak. A sportoláshoz minden esetben megfelelő ruházat szükséges, kiemelt figyelmet fordítva a lábbeli kérdésére. A cukorbetegek perifériás idegrendszere és érrendszere károsodott, aminek következtében megnő a lábon a fekélyek kialakulásának kockázata. Egy rossz cipő hatványozottan károsítja a mozgásszerveket, rontva azok statikáját, és könnyebben alakulnak ki sérülések, sebek, amelyekből akár a végtagot is veszélyeztető fekélyek származhatnak.

## Diéta és inzulinkezelés
A diéta mellé lehet elnyúló vagy gyorshatású inzulint adni. A gyorshatású inzulin beadása után 30 percen belül enni kell, mert a vércukorszint a minimális érték alá esik és hipoglikémiás kóma következhet be.

## A napjainkban általános cukorbeteg-diéta kritikája
A jelenleg „hivatalosnak” tekinthető cukorbeteg-étrendet számos kritika éri a nemzetközi szakirodalomban. Feinman és munkatársai 2014-ben egy tanulmányt jelentettek meg „A cukorbetegség kezelésében az első lépés az étkezések során bevitt szénhidrátmennyiség lecsökkentése” címmel, amelyben 12 pontban összegzik érveiket, melyek szerint a cukorbetegeknek az elmúlt kb. 30 évben ajánlott magas szénhidráttartalmú étrend nem váltotta be a hozzá fűzött reményeket, nem akadályozta meg a „cukorbetegség-járvány” terjedését. A szerzők szerint a magas szénhidráttartalmú diéta se a vércukorszint normalizálására, se a testtömeg-, se a trigliceridszint csökkentésére nem alkalmas. A szerzők arra a nyilvánvaló élettani tényre hivatkoznak, mely szerint a vércukorszint elsősorban a bevitt szénhidrátmennyiség függvénye. Az összefoglaló szerint az alacsony szénhidráttartalmú étrendek a jelenlegi hivatalos cukorbeteg-étrenddel összehasonlítva, nagyobb mértékű fogyást és jobb vércukorkontrollt eredményeznek, miközben csökkenthető mellette az alkalmazott gyógyszerek mennyisége. Az alacsony szénhidráttartalmú étrendek vércukorszintre gyakorolt hatása azonnali, és az eddigi vizsgálatok szerint biztonságosak. A szerzők szerint felül kell vizsgálni az eddig hivatalosan ajánlott magas szénhidráttartalmú étrendet, és mérlegelni a visszatérést az 1922 előtti, azaz az „inzulin-korszak” előtti alacsony szénhidráttartalmú ajánlásokhoz.